# Internationale vrijmetselarij
De internationale vrijmetselarij vormt een bonte verzameling van de meest diverse loges, obediënties, riten en graden.

## Wezen
Onder internationale vrijmetselarij kan het volgende worden verstaan:
- de internationale samenwerking van individuele obediënties in een gezamenlijk orgaan,
- de internationale samenwerking van individuele vrijmetselaars in een gezamenlijk orgaan,
- één internationale obediëntie die wereldwijd actief is.

### Obediënties onderling
Elke obediëntie is een soeverein vrijmetselaarsorgaan, dat geen concurrentie duldt van een andere obediëntie boven of naast zichzelf. Dit geldt zowel binnen de drie symbolische graden als binnen de hogere gradensystemen.
Toch bestaat er interobediëntiële samenwerking. De vorm hiervan is verschillend in de reguliere en irreguliere vrijmetselarij.

#### Binnen de reguliere vrijmetselarij
Bij reguliere obediënties wordt de soevereiniteit enkel territoriaal begrensd. Binnen elke omschrijving kan er slechts één obediëntie bestaan, die soeverein is. Deze omschrijvingen vallen meestal samen met de staatkundige grenzen van staten of deelstaten.
De internationale vrijmetselarij binnen de regulaire wereld bestaat dan ook aan een veelheid van territoriaal soevereine obediënties, die elkaar wederzijds, dat wil zeggen bilateraal, erkennen. Een inter- of supraobediëntieel orgaan komt bij deze niet voor.
Zo erkennen de United Grand Lodge of England en de Reguliere Grootloge van België elkaar wederzijds.

#### Binnen de irreguliere vrijmetselarij
Bij irreguliere obediënties kunnen binnen één en dezelfde omschrijving meerdere soevereine obediënties naast elkaar bestaan, die wel of niet met elkaar in vriendschap samenleven. Dit gebruik vormt op zichzelf een inbreuk op de door de United Grand Lodge of England gedecreteerde regulariteit.
Naast de wederzijdse erkenning bestaat er echter nog een andere vorm van internationale samenwerking in een samenwerkingsorgaan. Een dergelijk orgaan kan minimalistisch worden opgevat, of maximalistisch wat de graad van samenwerking betreft. Dit samenwerkingsorgaan kan ofwel multilateraal of supralateraal zijn wat de vorm van samenwerking betreft.
Multilaterale samenwerking bestaat erin dat een veelheid van obediënties elkaar wederzijds erkennen door middel van gezamenlijke oprichting van of toetreding tot een internationaal samenwerkingsorgaan zonder dat dit orgaan de aangesloten obediënties kan verplichten tot bepaalde beslissingen. Voorbeelden van multilaterale samenwerkingsverbanden op nationaal vlak bestaan in België (4 obediënties) en in Frankrijk (8 obediënties). Ander voorbeelden op internationaal vlak zijn C.L.I.P.S.A.S. en S.I.M.P.A..
Supranationale samenwerking bestaat erin dat een orgaan wordt opgericht dat zijn aangesloten obediënties wel kan verplichten tot bepaalde beslissingen. Tot op heden bestaat dit nog niet.

### Vrijmetselaars onderling
Er bestaan ook nationale en internationale initiatieven om de formele grenzen van obediënties te overstijgen, door samenwerking op individuele basis te organiseren. Toch blijven de pogingen om dergelijke initiatieven op te bouwen schatplichtig aan de problemen ontstaan n.a.v. de diverse breuklijnen die binnen de vrijmetselarij bestaan.
Een voorbeeld hiervan is de Universala Framasona Ligo.

### Wereldwijde eenheidsstructuur
Er bestaan een aantal obediënties die internationaal van opzet zijn en wiens werking zich niet beperken tot één bepaalde staat maar mondiaal opereren:
- Ordre Maçonnique Mixte International Le Droit Humain (D.H.)
- Soeverein Sanctuarium - Internationale Coördinatie van de Oude en Primitieve Ritus van Memphis-Misraïm (S.S.M.M.)

## Overzicht
De pogingen om tot samenwerking te komen begonnen in het laatste kwartaal van de 19e eeuw, en werden door beide wereldoorlogen vertraagd. Vandaag is de samenwerking een feit.
Pogingen om tot een samenwerkingen tussen reguliere en irreguliere vrijmetselaars te komen zijn tot op heden niet geslaagd.

### Fédération Maçonnique Internationale
In 1889 tracht het Grand Orient de France een Fédération Maçonnique Internationale (F.M.I.) of Internationale Vrijmetselaars Federatie in het leven te roepen n.a.v. een internationaal vrijmetselaarscongres te Parijs. Deze poging blijft onvruchtbaar en gevolgd door een aantal nieuwe onvruchtbare pogingen, Antwerpen in 1894, Den Haag in 1896 en opnieuw Parijs in 1900.

### Bureau International de Relations Maçonniques
Zo heeft de Zwitserse vrijmetselaar Edouard Quartier-La-Tente, die grootmeester was van de Grande Loge de Suisse Alpina (G.L.S.A.), getracht een Bureau International de Relations Maçonniques (B.I.R.M.) of Internationaal Bureau voor Vrijmetselaarsbetrekkingen op te richten.
Dit gebeurde in 1902 naar aanleiding van een internationaal vrijmetselaarscongres te Genève. Hij ondervond de nodige tegenwerkingen en moest zijn arbeid staken bij het uitbreken van de Eerste Wereldoorlog.

### Association Maçonnique Internationale
Na de oorlog werden de werkzaamheden verdergezet. Hieruit ontstond op een vrijmeselaarscongres te Wenen op 19 oktober 1921 de Association Maçonnique Internationale (A.M.I.). Twaalf obediënties sloten zich aan, de Grootoostens van Nederland, België, Frankrijk, Italië, Portugal en Turkije, en de Grootloges van New York, Frankrijk, Oostenrijk, Spanje, Bulgarije en Zwitserland. Andere obediënties traden toe, de Grootloges van Luxemburg, Joegoslavië, Chili, Columbia, Venezuela en de Filipijnen en de Duitse Freimaurerbund Zur aufgehenden Sonne te Neurenberg.
Omdat de statuten onder invloed van de Grand Orient de France waren tot stand gekomen en elke referentie naar de Opperbouwmeester van het Heelal of het Volume van de Heilige Wet werd weggelaten, verlieten na korte tijd het reguliere Grootoosten der Nederlanden en de Grand Lodge of New York de vereniging in 1924 onder reguliere druk.
Voorzitters van de A.M.I. waren onder andere Edouard Quartier-La-Tente (Grande Loge Alpina), Reverchon (Grande Loge Alpina), Max Gottschalk (Grootoosten van België) en Charles Magnette (Grootoosten van België).
Uit onvrede met het mislukken van de samenwerking scheidden verschillende loges zich af van hun reguliere obediënties en vormen samen de Grande Loge d'Europe in een poging grensoverschrijdende samenwerking te realiseren. Dit leidde enkel tot nog grotere verdeeldheid.

### Universala Framasona Ligo
Een andere poging om tot internationale samenwerking te komen was de oprichting van Espéranto Masona, naar aanleiding van een internationaal Esperanto-congres dat te Boulogne werd gehouden op 8 september 1905. Individuele vrijmetselaars uit Frankrijk, Duitsland en Zwitserland traden toe.
Regelmatig werden er internationale congressen georganiseerd om de internationale contacten te verbeteren. In 1923 werd de Espéranto Masona dan ook omgedoopt in de Universala Framasona Ligo (U.F.L.). Op het congres te Belgrado in 1926 en te Bazel in 1927 kreeg de Universele Vrijmetselaarsliga de wind in de zeilen, toen vrijmetselaars uit 12 landen, vertegenwoordigers van 16 grootloges, deelnamen aan een congres. Op het congres te Wenen in 1928 waren vertegenwoordigers van 30 grootloges en meer dan 700 aanwezigen.
De congressen vonden plaats tot en met 1939. Het succes begon de georganiseerde vrijmetselarij op te vallen. Met het opkomen van totalitaire bewegingen en het uitbreken van de Tweede Wereldoorlog kwam dit initiatief tot een einde. Het herleefde kort na de Tweede Wereldoorlog.
Op zijn hoogtepunt had de U.F.L. een 12.000-tal individuele leden verspreid over 72 landen.

### Confederación Masónica Interamericana
Ook na de Tweede Wereldoorlog zijn er verschillende pogingen geweest om te komen tot gestructureerde internationale samenwerking. Ook deze waren slechts gedeeltelijk succesvol. Steeds was de reden van mislukking te vinden in conflicten m.b.t. regulariteit.
Sedert 1947 bestaat de Confederación Masónica Interamericana (C.M.I.), een samenwerkingsverband van Latijns-Amerikaanse obediënties van vrijmetselaarsloges.
De C.M.I. overkoepelt anno 2025 een kleine 100 obediënties.

### Conventie van Luxemburg
Zo werd op 15 mei 1954 de Conventie van Luxemburg in het leven geroepen door obediënties uit Nederland (Grootoosten der Nederlanden), Luxemburg (Grande Loge de Luxembourg), Duitsland (Vereinigte Großlogen von Deutschland), Oostenrijk en Zwitserland in een poging de vrijmetselaarsapartheid tussen regulieren en irregulieren te overbruggen. In 1955 traden het Grootoosten van Italië en de Grande Loge de France toe. Er werd van de irreguliere leden vereist dat men binnen de vijf jaar na toetreding de oude landmerken overnam in de interne werking. De Britse en Amerikaanse vrijmetselarij oefende zware druk uit op de reguliere obediënties zich van het project te distantiëren, wat zij dan ook deden en wat het einde van de conventie betekende.

### C.L.I.P.S.A.S
Op 22 januari 1961 werd te Straatsburg het Centre de Liaison et d'Information des Puissances maçonniques Signataires de l'Appel de Strasbourg opgericht, afgekort C.L.I.P.S.A.S., als internationale wereldwijde organisatie van irreguliere obediënties van vrijmetselaarsloges.
Het doel van deze organisatie was de onderlinge samenwerking te coördineren en optimaliseren. Dit gebeurde op initiatief van de Grand Orient de France en het Grootoosten van België met de bedoeling, broeders en zusters vrijmetselaars te verzamelen die de absolute gewetensvrijheid als hoogste goed hebben.
Deze samenwerking binnen de irreguliere vrijmetselarij bestaat tot op vandaag, maar moest afrekenen met een afsplitsing in 1996 wegens financieel wanbeheer en een te grote aanwezigheid van dogmatisme, in de ogen van adogmatische obediënties. Een deel splitste zich af en vormde enkele jaren later een nieuwe organisatie.
Anno 2025 verenigt C.L.I.P.S.A.S. meer dan honderd obediënties.

### C.L.I.M.A.F
Naast C.L.I.P.S.A.S. werd ook het Centre de Liaison International de la Franc-Maçonnerie Féminine, afgekort C.L.I.M.A.F., in 1982 opgericht voor de vrouwelijke vrijmetselaars. Deze koepelorganisatie werd opgericht door de Vrouwengrootloge van België (V.G.L.B.), Frankrijk (G.L.F.F.), Zwitserland (G.L.F.S.), Spanje (G.L.F.E.), Italië (G.L.F.I.) en Portugal (G.L.F.P.).

### A.M.I.L. en S.I.M.P.A.
In 1996 werd de Association Maçonnique Intercontinentale Libérale (A.M.I.L.) opgericht door G.O.B., G.O.d.F., G.L.T.S.O., Franse federatie D.H., G.L.F.M.M., G.L.M.F. en G.L.F.S. Deze obediënties hadden dat jaar C.L.I.P.S.A.S. verlaten. Zijn ondertekenden het Appel van Santiago de Chile wat een verdere uitwerking van het Appel van Straatsburg (1961) wil zijn.
In 1998 werd vanuit de A.M.I.L. het Secrétariat International Maçonnique des Puissances Adogmatiques, S.I.M.P.A. afgekort, opgericht. Het Internationaal Vrijmetselaarssecretariaat van de Adogmatische Machten legde een nog sterkere nadruk op vrijzinnigheid dan het liberale C.L.I.P.S.A.S.
Vanaf 2010 is S.I.M.P.A. een slapende organisatie geworden.

### International Masonic Union Catena
Ook in 1961 werd de International Masonic Union Catena opgericht als internationale wereldwijde organisatie van gemengde obediënties van vrijmetselaarsloges. Doel is ook hier de onderlinge samenwerking te coördineren en optimaliseren. Catena zag het levenslicht in juli 1961 en is ontstaan op initiatief van de Nederlandse Grootloge der Gemengde Vrijmetselarij. Deze vereniging is vrij klein en bestaat tot op vandaag.
Anno 2025 overkoepelt de Internationale Vrijmetselaars Unie Catena ca. 10 obediënties.

### Confédération des Grandes Loges Unies d'Europe
In 2000 werd de Confédération des Grandes Loges Unies d'Europe opgericht door de Grande Loge de France (G.L.d.F.), de Grande Loge Traditionnelle et Symbolique Opéra (G.L.T.S.O.) en de Nationale Grootloge van Joegoslavië (nu Servië en Montenegro). Zij beroepen zich erop, ondanks hun niet-erkenning door de United Grand Lodge of England (U.G.L.E.) uitdrukkelijk met alle landmerken te werken. In 2020 transformeerde de organisatie in de Confédération Internationale des Grandes Loges Unies de Rite Ecossais Ancien et Accepté (C.I.G.L.U.), welke anno 2025 meer dan 30 leden kent.

### Rassemblement Maçonnique International
In 1986 nodigde het Franse Grootoosten 235 obediënties uit de ganse wereld uit om deel te nemen aan het I. Rassemblement Maçonnique International (R.M.I.) dat plaatsvond te Parijs van 14 tot 16 mei 1987. Dit internationaal vrijmetselaarscongres vond plaats onder de bescherming van de Franse president, François Mitterrand en stond in het teken van de wereldvrede.
In 2007 nodigde het Grootoosten van Frankrijk 150 adogmatische obediënties uit de ganse wereld uit om deel te nemen aan een II. Rassemblement Maçonnique International (R.M.I.) te Straatsburg van 2 tot 3 mei. Het internationale congres vond plaats onder de titel Construire l'Europe, construire le monde en onder de bescherming van Abdou Diouf, voormalig president van Senegal en secretaris-generaal van de Organisation Internationale de la Francophonie.

### Nationale samenwerking

#### Frankrijk
In 1974 werd in Frankrijk de Confédération Maçonnique Française (C.M.F.) opgericht, een samenwerkingsverbond tussen de Franse obediënties, dat echter dode letter bleef.
In 2001 wordt in Frankrijk La Maçonnerie Française opgericht door negen Franse obediënties: G.O.d.F., G.L.d.F., G.L.T.S.O., Franse federatie D.H., G.L.F.F., G.L.M.F., L.N.F., G.L.F.M.M., G.L.M.U.. Dit is een heruitgave van de C.M.F. die in 1974 het levenslicht zag en was wel succesvol.
In 2002 wordt vanuit La Maçonnerie Française het Institut Maçonnique de France (I.M.F) opgericht. Een rechtspersoon naar Frans recht die de vrijmetselarij bij het grote publiek moet bekend maken. In 2006 verliet de Grande Loge de France het I.M.F.

#### België
In 1989 werd in België De Belgische Vrijmetselarij opgericht door middel van een gezamenlijke verklaring van het G.O.B., de G.L.B., de V.G.L.B. en de Belgische federatie D.H. In 2006 wordt Lithos Confederatie van Loges opgericht door loges en vrijmetselaars die hiertoe behoren. Alhoewel L.C.L. tot op heden niet uitgenodigd werd De Belgische Vrijmetselarij te vervoegen heeft zij eenzijdig de gezamenlijke verklaring van 1989 onderschreven.

### Rencontres Européennes de Luxembourg
Sedert eind de negentiger jaren vinden jaarlijks op initiatief van het Grootoosten van Luxemburg in Luxemburg de Rencontres Européennes de Luxembourg plaats.

### Unione Massonica del Mediterraneo
In 2001 wordt de Catena di Unione Massonica Iniziatica Mediterranea of Chaîne Unissante des Puissances Maçonniques Méditerranéennes opgericht. Deze veranderde later haar naam in Unione Massonica del Mediterraneo of Union Maçonnique de Méditerranée (U.M.M.). Oprichtende leden waren de Gran Loggia d' Italia (G.L.I.) uit Italië en de Διεθνές Τεκτονικό Τάγμα ΔΕΛΦΟΙ (Internationale Vrijmetselaars Orde DELPHI) uit Griekenland.

### Espace Maçonnique Européen
Op 6 september 2002 werd de Espace Maçonnique Européen of Europese Vrijmetselaarsruimte opgericht door 28 obediënties, onder Franse impuls.

### R.E.F.O.R.M.
Verder is er onder Duitse impuls een Ring Europäischer Freimaurer - Organisation für die Reform des Maurertums (R.E.F.O.R.M.) of Ring van Europese Vrijmetselaars - Organisatie voor de Hervorming van de Vrijmetselarij opgericht.

### R.E.H.F.R.A.M. en C.P.M.A.F.
Voor Afrikaanse vrijmetselaars werden de Rencontres Humanistes et Fraternelles Africaines et Malgaches (R.E.H.F.R.A.M.) en voor Afrikaanse obediënties de Conférence des Puissances Maçonniques Africaines (C.P.M.A.F.) opgericht.
De ontmoetingen vonden als volgt plaats:
- 1e 1992 : Dakar (Senegal)
- 2e 1993 : ...
- 3e 1994 : ...
- 4e 1996 : Libreville (Gabon)
- 5e 1997 : Cotonou (Benin)
- 6e 1998 : Libreville (Gabon)
- 7e 1999 : Lomé (Togo)
- 8e 2000 : Antananarivo (Madagaskar)
- 9e 2001 : Douala (Kameroen)
- 10e 2002 : Cotonou (Benin)
- 11e 2003 : Brazzaville (Republiek Congo)
- 12e 2004 : Antananarivo (Madagaskar)
- 13e 2005 : Libreville (Gabon)
- 15e 2007 : Yaoundé (Kameroen)
- 16e 2008 : Pointe-Noire (Democratische Republiek Congo)
- 17e 2009 : Casablanca (Marokko)

### A.I.P.O.M.A.
Vanuit Spaans(talige) hoek werd de Associación Indoiberoamericana de Potencias Masónicas (A.I.P.O.M.A.) gecreëerd.

### Les Rencontres Maçonniques Universelles
Op 23 maart 2002 vonden Les Rencontres Maçonniques Universelles plaats, waar vertegenwoordigers van 38 obediënties aan deelnamen.